# Eno (rivier)

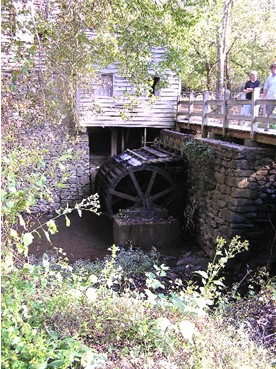
West Point aan de Eno

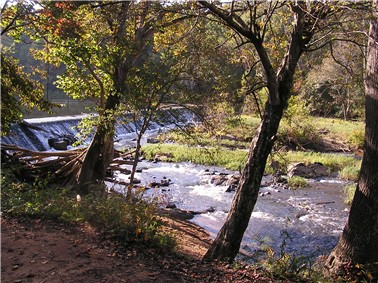
De Eno

De Eno is een rivier in North Carolina, Verenigde Staten.
De rivier stroomt ten noorden van Durham naar het oosten en eindigt in Falls Lake. De rivier is een zijrivier van de voornaamste rivier van de staat, de Neuse. De naam is afgeleid van de gelijknamige indianenstam die in deze streek gewoond heeft. 
De Eno heeft een belangrijke rol gespeeld in de economische ontwikkeling van de koloniale tijd en de vroege 19e eeuw. Het water van de rivier werd namelijk gebruikt als energiebron middels tientallen watermolens. De laatste daarvan -de molen van West Point aan de Eno- is in de jaren 1960 in elkaar gezakt maar enige jaren daarna weer in ere hersteld. In de jaren 1970 kwam een beweging op gang het stroomgebied van de Eno voor de oprukkende stedelijke ontwikkeling van Durham te behoeden. Dit heeft geleid tot de stichting van zowel een stedelijk park (van de stad Durham) als een staatspark (van North Carolina).